# Karl Ekman
Karl Ekman (Turku, Finlàndia, 18 de desembre de 1869 - 4 de febrer de 1947, Hèlsinki) fou un pianista finlandès.
Foren els seus mestres Barth, a Berlín i Alfred Grünfeld, a Viena. Era considerat com el millor executant del seu país; des de 1895 fou professor de piano del Conservatori de Hèlsinki (Elsingfors) i des de 1907 director d'aquell establiment docent.
Va publicar diverses col·leccions de cants suecs i finesos i un mètode de piano adaptat a la tècnica moderna.